# Vebron
Vebron is een gemeente in het Franse departement Lozère (regio Occitanie). De plaats maakt deel uit van het arrondissement Florac. Vebron telde op 1 januari 2022 225 inwoners.

## Geografie
De oppervlakte van Vebron bedroeg op 1 januari 2022 69,66 vierkante kilometer; de bevolkingsdichtheid was toen 3,2 inwoners per km².

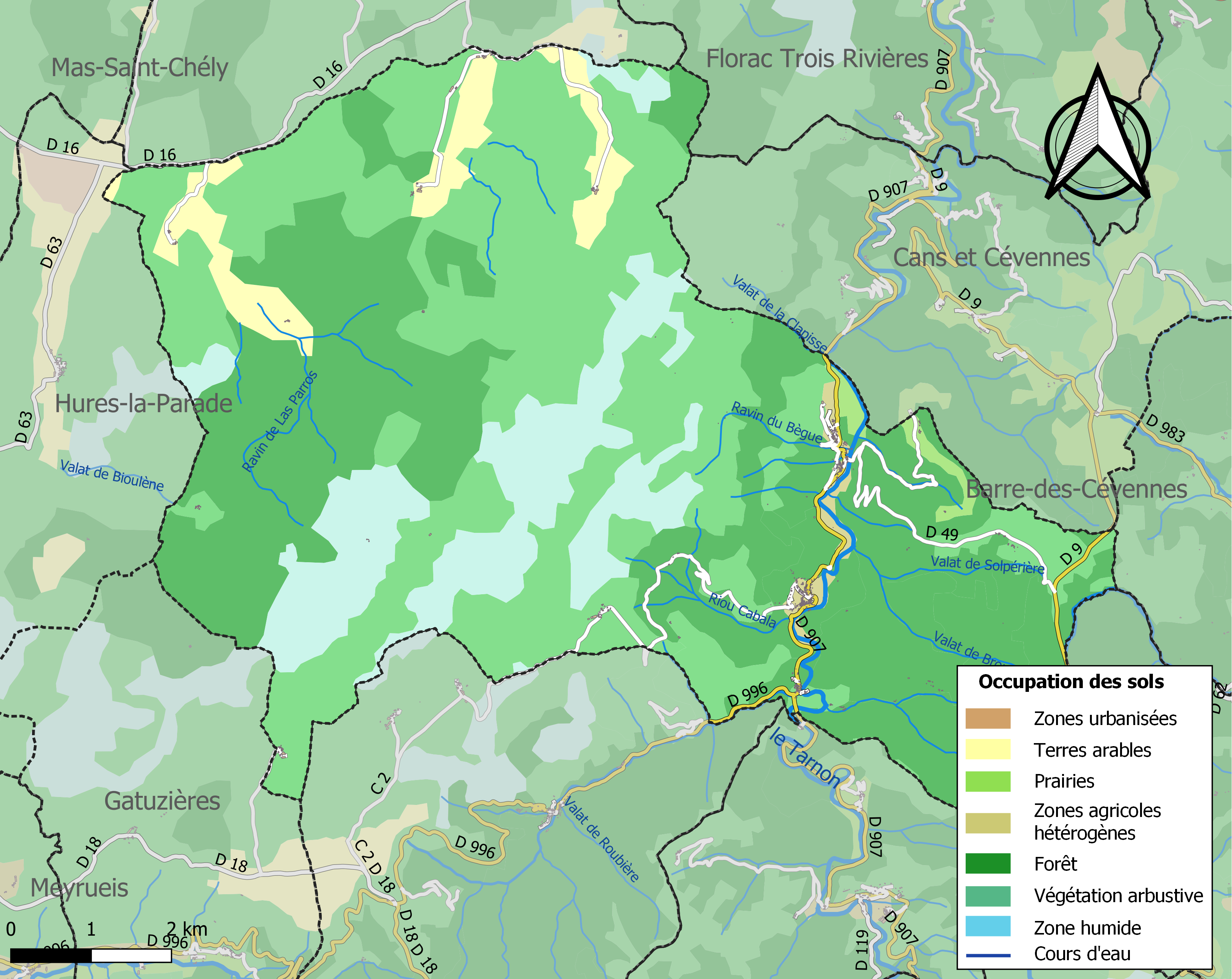
Kaart van de gemeente met de belangrijkste infrastructuur, bodemgebruik en omliggende gemeenten

## Bezienswaardigheden
- Chaos de Nîmes-le-Vieux
- Kasteel van Salgas

## Demografie
Onderstaande figuur toont het verloop van het inwonertal (bron: INSEE-tellingen).